# Bloed en Liefde
Bloed en Liefde (1933) is het eerste toneelstuk dat Godfried Bomans op 19-jarige schreef. Het blijspel is een parodie op de vele historische toneelstukken. Vandaar het quasi-bombastische taalgebruik. Het stuk is geschreven voor een bezetting van 3 dames en 12 heren. In Bloed en Liefde neemt Bomans een loopje met de geschiedenis door allerlei historische figuren uit verschillende periodes bij elkaar in dezelfde tijd te situeren. Daarnaast zijn er ook regelmatig referenties aan de moderne tijd, waarin Bomans zelf leefde.

## Samenvatting
Hertog Philips van Bourgondië houdt een lofzang op Jacoba van Beieren die bij hem logeert en door wier toedoen hij zegt te ploffen van liefde. Hij is wanhopig, daar hij er maar niet in slaagt Jacoba zijn liefde te verklaren. Elke keer als hij genoeg moed heeft verzameld, wordt hij weggeroepen omdat de vijand in aantocht is. Jacoba onthult op haar beurt dat ze smoorverliefd is op Philips. Iwan de Verschrikkelijke, die zegt verjaagd te zijn van zijn Russische troon, krijgt onderdak bij Philips en zal hem bijstaan in zijn strijd. Amalia van Solms is de hofdame van Jacoba. Zij is verliefd op Boudewijn, Philips’ lansknecht, die ook verliefd is op haar. Dan verschijnt Karel V van Spanje om Jacoba te schaken. Karel neemt Jacoba en Amalia mee naar Spanje. Boudewijn is er getuige van. Hij vertelt het hele verhaal aan Philips. 
Tijdens een feestmaal ten huize van Philips van Bourgondië met vele historische figuren als gasten valt er een aantal doden na een twistgesprek over wie de boekdrukkunst zou hebben uitgevonden. 
In het slaapvertrek van Karel V in Spanje (derde bedrijf) ligt hijzelf in bed en aan de andere kant van de kamer liggen de beide dames, die het in Spanje niet naar hun zin hebben wegens het klimaat. Philips komt de dames bevrijden, er vallen weer vele doden. Ook Jacoba en Amalia worden per ongeluk neergestoken. Philips blijft alleen over met Iwan. In een laatste gevecht doodt Iwan Philips wiens laatste woorden zijn: ‘Ik sterf gerust, al heb ik dan Jacoba niet gekust’. Iwan de Verschrikkelijk blijkt in werkelijkheid Don Quichotte te zijn. 

## Versies
Bomans zat nog op het Triniteitslyceum in Overveen toen hij het stuk schreef. Hij heeft het zelf een paar maal geregisseerd met onder meer zijn klasgenoten in de diverse rollen, waarbij de vrouwenrollen door jongemannen werden gespeeld omdat het op een katholieke jongensschool was. In de eerste uitvoering speelde hij zelf de rol van Novemberwind. Van Bloed en Liefde bestaan drie versies. De derde versie is in 1937 bij uitgeverij ‘Ons Leekenspel’ te Bussum uitgegeven en wordt regelmatig gespeeld.
De rollen zouden zijn gebaseerd op de leraren uit Bomans’ gymnasiumtijd. Het stuk zou ook bedoeld zijn als parodie op Hernani van Victor Hugo.